# GBI (German Bold Italic)
「GBI (German Bold Italic)」は、1997年にテイ・トウワが発表したアルバム「SOUND MUSEUM」に収録された楽曲である。シングルとしても発売された。

## 概要
GBI(German Bold Italic)というフォントについての説明及び形容の曲。このフォント自体はテイトウワのアルバム"Sound Museum"のCD-EXTRAにフォントファイルとして収録された。
メインボーカルに、オーストラリアのポップ歌手であるカイリー・ミノーグを迎えている。コーラスの男声は細野晴臣である。
「BMT」は、同じく「SOUND MUSEUM」収録曲であり、モス・デフとビズ・マーキーが参加している。
日本盤のCDシングルはCD-EXTRAとなっており、スクリーンセーバーや本曲のアカペラのWAVファイルが収録されていた。

## 経緯
ある日、テイが当時三軒茶屋に所有していたスタジオに、ミノーグからのFAXが届いていた。その後ミノーグの来日時に数曲作ったうちのひとつが本曲である。なお、同時に2005年に発表される「SOMETIME SAMURAI」も作曲していた。

## ミュージック・ビデオ
ミュージック・ビデオは、写真家のステファン・セドナウィによって撮影された。ミノーグの出演部分はニューヨークで、テイは東京で撮影をしている。

## 収録曲
| 全作詞・作曲: TT & Kylie Minogue (注記を除く)。 |                                                                   |                                 |                                 |                   |       |
| #                                               | タイトル                                                          | 作詞                            | 作曲・編曲                      | リミックス        | 時間  |
| 1.                                              | 「Intro」                                                         | TT & Kylie Minogue (注記を除く) | TT & Kylie Minogue (注記を除く) | The Gentle People | 00:26 |
| 2.                                              | 「GBI (Radio Edit)」                                              | TT & Kylie Minogue (注記を除く) | TT & Kylie Minogue (注記を除く) |                   | 04:17 |
| 3.                                              | 「GBI (Ebony Boogie Down Mix)」                                   | TT & Kylie Minogue (注記を除く) | TT & Kylie Minogue (注記を除く) | Shy FX            | 05:14 |
| 4.                                              | 「BMT (SP-1200 Remix)」(作詞: ビズ・マーキー、モス・デフ 作曲:TT) | TT & Kylie Minogue (注記を除く) | TT & Kylie Minogue (注記を除く) |                   | 04:23 |
| 5.                                              | 「GBI (Rekut)」                                                   | TT & Kylie Minogue (注記を除く) | TT & Kylie Minogue (注記を除く) | Krust             | 08:15 |
| 6.                                              | 「GBI (German Bold Light)」                                       | TT & Kylie Minogue (注記を除く) | TT & Kylie Minogue (注記を除く) |                   | 02:49 |

| #  | タイトル                                  | 作詞 | 作曲・編曲 | リミックス     | 時間  |
| -- | ----------------------------------------- | ---- | ---------- | -------------- | ----- |
| 1. | 「GBI (Radio Edit)」                      |      |            |                | 03:31 |
| 2. | 「GBI (The Sharp Boys Deee-Liteful Dub)」 |      |            | The Sharp Boys | 08:58 |
| 3. | 「Boldline」(作詞・作曲:TT)               |      |            |                | 02:40 |

| #  | タイトル                        | 作詞 | 作曲・編曲 | リミックス | 時間  |
| -- | ------------------------------- | ---- | ---------- | ---------- | ----- |
| 1. | 「GBI (Radio Edit)」            |      |            |            | 03:31 |
| 2. | 「GBI (Rekut)」                 |      |            | Krust      | 08:15 |
| 3. | 「GBI (Ebony Boogie Down Mix)」 |      |            | Shy FX     | 05:14 |